# سریه کرز بن جابر الفهری
سریه کرز بن جابر الفهری، در فوریه ۶۲۸ میلادی و ششمین سال هجری قمری رخ داد.

## شرح ماجرا
در شوال سال ششم هجری، هشت نفر از اهالی عُرَینَه به مدینه آمدند و اسلام آوردند؛ اما آب و هوای مدینه با آنها سازگار نبود و آنها دچار تب و لرز شدند. در این هنگام پیامبر اسلام دستور داد که آنها به ذوالجَدر بروند و تا زمان بهبودی در آن منطقه بمانند.
آنان از پیامبر خواستند تا به آنها اجازه دهد از شیر شتران استفاده کنند. پیامبر اسلام نیز به درخواست آنان پاسخ مثبت داد. پس از آن، تازه مسلمانان به ذوالجذر رفتند و در آن مکان اقامت کردند تا بهبودی و سلامت خود را دوباره به دست آوردند؛ اما پس از بهبودی و اظهار اسلام، به کفر بازگشتند و صبح یک روز با حمله به شتران، تمامی آنان را به غارت بردند.یسار خدمتکار پیامبر اسلام که نگهداری از گله شتران بر عهده او بود، همراه مسلمانانی که در آن مکان حضور داشتند، کفار را تعقیب کردند و پس از طیّ مسافتی به آنان رسیدند. در این هنگام، میان دو گروه، درگیری روی داد و مشرکان، مسلمانان را شکست دادند و یَسار را دستگیر کردند، دست و پایش را بریدند، خار در چشم و زبانش فرو کردند و سپس همراه گله شتران گریختند.
پس از وقوع این حادثه، زنی از قبیله بَنی عَمرو بن عَوف در حالی که سوار مرکب خود بود، متوجه جسد یسار شد که زیر درختی افتاده بود. او هنگامی که متوجه شد یسار مرده است، نزد اقوام خود رفت و این خبر را به اطلاع آنان رساند. خویشان آن زن هم به سوی جنازه یسار آمدند و جسدش را به "قباء" بردند.
پس از اطلاع پیامبر اسلام از وقوع این حادثه، وی بیست سوار را به فرماندهی کُرز بن جابر فُهری به سوی مشرکان فرستادند تا آنان را به سرعت دستگیر کنند و بازگردانند. کُرز بن جابر فُهری و یارانش به منظور دستگیری دشمن از مدینه خارج شدند و شب هنگام، نزدیک دشمن رسیدند و در کنار صخره‌ها به استراحت پرداختند تا آنکه صبح فرا رسید. هنگام صبح مسلمانان برای تعقیب و دستگیری مشرکان و اینکه به کدام طرف برای دستگیری آنان حرکت کنند، متحیر بودند. ناگهان به زنی برخورد کردند که شانه شتری را همراه خود می‌برد. آنان او را گرفتند و از او سؤال کردند: "در این مکان چه می‌کنی؟" او گفت: "از کنار افرادی می‌گذشتم که شتری را کشته بودند و قسمتی از آن را هم به من دادند". مسلمانان، مکان آن افراد را از او پرسیدند و او گفت: "آنان، پشت همین تپه‌ای که شما هستید، قرار دارند و اگر از آن مکان بالا بروید، آنها را خواهید دید"
کُرز بن جابر فُهری و یارانش حرکت کردند و هنگامی به مشرکان رسیدند  مسلمانان آنان را احاطه کردند. مسلمانان نیز آنان را دستگیر و بر اسب‌های خود سوار کردند و به مدینه آوردند و قصاص شدند.